# Hartenricht (Schmidgaden)
Hartenricht ist ein Ortsteil der Gemeinde Schmidgaden im Landkreis Schwandorf des Regierungsbezirks Oberpfalz im Freistaat Bayern.

## Geografie
Hartenricht liegt 1,5 Kilometer nördlich der Staatsstraße 2151, 3 Kilometer südlich der Bundesautobahn 6 und 1,5 Kilometer südwestlich von Schmidgaden. Nördlich von Hartenricht erhebt sich der 419 Meter hohe Hartenrichter Berg. 2,5 Kilometer südwestlich von Hartenricht fließt der Fensterbach in Richtung Südosten der Naab zu.

## Name
Der Ortsname Hartenricht ist ein Rodungsname. Er setzt sich zusammen aus hart und richt. Hart ist das althochdeutsche Wort für Wald, dies stammt von haar = Höhe, Berg ab. Die Endung -richt bezeichnet eine Rodung. Hartenricht bedeutet also Gerodeter Bergwald. Die Lage von Hartenricht auf einer Rodungsinsel zwischen mehreren Bergen bestätigt diese Namensdeutung.

## Geschichte

### 11. bis 18. Jahrhundert
Als Ende des 11. Jahrhunderts das Nabburger Land durch Rodungen weiter erschlossen wurde, entstanden eine Reihe von Ortschaften mit Rodungsnamen, die auf -ried, -reut und -richt enden. Zu diesen Ortschaften gehört auch Hartenricht.
In Hartenricht (auch: Hattenrewt, Hartenrewt, Herttenried, Herttenrieth, Hartenrieth) hatte das Kloster Ensdorf seit 1143 Besitz. 1143 wurde ein Adalbero von Guttenberg mit der Schenkung eines Gutes an Ensdorf erwähnt. 1426 wurde eine Erbrechtsvergabung in Zusammenhang mit Ensdorf verzeichnet. Insgesamt besaß zu dieser Zeit das Kloster Ensdorf 3 Höfe in Hartenricht. In einer Zuteilung zum Amt Nabburg wurde Hartenricht 1501 aufgeführt. 1554 gehörte Hartenricht zu den Ortschaften, von denen das Kloster Ensdorf entlang von Fensterbach und Schwärzerbach Einkünfte hatte.
Hartenricht wurde im Salbuch von 1413 erstmals schriftlich erwähnt mit einer Steuer von 5 Schilling zu Walpurgis und 5 Schilling zu Michaelis. Im Salbuch von 1473 wurde Hartenricht mit einer Steuer von 3 Pfund, 4 Schilling, 7 Pfennig, 1 Heller, 94 Achtel und 4 Metzen Korn aufgeführt. Im Salbuch von 1513 war Hartenricht mit einem Geldzins zu Walpurgis und Michaelis von 1 Hof, 2 Halbhöfen, 1 öden Hofstatt, genannt das löchlein oder Kercher leehen, und mit einem jährlichen Jägergeld von 1 Hof, 1 Dreiviertelhof, 2 Halbhöfen und mit einem Naturalzins an Fastnachthühnern und Hafer verzeichnet. Im Amtsverzeichnis von 1596 erschien Hartenricht mit 1 ganzen Hof, 1 Dreiviertelhof und 2 Halbhöfen. Im Türkensteueranlagsbuch von 1606 waren für Hartenricht 4 Höfe, 6 Pferde, 8 Ochsen, 17 Kühe, 7 Rinder, 2 Stiere, 2 Kälber, 4 Schweine, 7 Frischlinge, 90 Schafe und eine Steuer von 17 Gulden und 32 Kreuzer eingetragen.
Während des Dreißigjährigen Krieges erlebte die Region einen Bevölkerungsrückgang. 1500, 1523, 1583, 1631 und 1712 hatte Hartenricht 4 Untertanen. Allerdings wurden kleine Ortschaften wie Hartenricht, die versteckt zwischen den Bergen mit etwas Abstand von den großen Durchzugsstraßen der verschiedenen Armeen lagen, oft von der plündernden und mordenden Soldateska verschont. Die Kriegsaufwendungen von Hartenricht betrugen 444 Gulden.
Im Herdstättenbuch von 1721 erschien Hartenricht mit 4 Anwesen, 5 Häusern und 5 Feuerstätten. Im Herdstättenbuch von 1762 erschien Hartenricht mit 4 Herdstätten, 1 Inwohner und einer Herdstätte im Hirtenhaus mit einem Inwohner. 1792 hatte Hartenricht 4 hausgesessene Amtsuntertanen. 1808 gab es in Hartenricht 4 Anwesen und ein Hirtenhaus.

### 19. und 20. Jahrhundert
1808 begann in Folge des Organischen Ediktes des Innenministers Maximilian von Montgelas in Bayern die Bildung von Gemeinden. Dabei wurde das Landgericht Nabburg zunächst in landgerichtische Obmannschaften geteilt. Hartenricht kam zur Obmannschaft Trisching. Zur Obmannschaft Trisching gehörten: Trisching, Schmidgaden, Hartenricht und Schwärzermühle.
Dann wurden 1811 in Bayern Steuerdistrikte gebildet. Dabei kam Hartenricht zum Steuerdistrikt Schmidgaden. Der Steuerdistrikt Schmidgaden bestand aus dem Dorf Schmidgaden und dem Weiler Hartenricht. Er hatte 36 Häuser, 219 Seelen, 305 Morgen Äcker, 80 Morgen Wiesen, 33 Morgen Holz, 2 Weiher, 25 Morgen öde Gründe und Wege, 9 Pferde, 44 Ochsen, 45 Kühe, 60 Stück Jungvieh, 105 Schafe und 36 Schweine.
Schließlich wurde 1818 mit dem Zweiten Gemeindeedikt die übertriebene Zentralisierung weitgehend rückgängig gemacht und es wurden relativ selbständige Landgemeinden mit eigenem Vermögen gebildet, über das sie frei verfügen konnten. Hierbei kam Hartenricht zur Ruralgemeinde Schmidgaden. Die Gemeinde Schmidgaden bestand aus den Ortschaften Schmidgaden mit 35 Familien und Hartenricht mit 6 Familien.
Hartenricht gehört zur Pfarrei Schmidgaden im Dekanat Nabburg. 1997 hatte Hartenricht 53 Katholiken.

## Einwohnerentwicklung ab 1819
| Jahr | Einwohner  | Gebäude |
| ---- | ---------- | ------- |
| 1819 | 6 Familien | k. A.   |
| 1828 | 40         | 9       |
| 1838 | 46         | 6       |
| 1864 | 38         | 21      |
| 1875 | 55         | 25      |
| 1885 | 44         | 7       |
| 1900 | 53         | 7       |
| 1913 | 49         | 6       |

| Jahr | Einwohner | Gebäude |
| ---- | --------- | ------- |
| 1925 | 57        | 8       |
| 1950 | 64        | 8       |
| 1961 | 57        | 9       |
| 1964 | 57        | 9       |
| 1970 | 58        | k. A.   |
| 1987 | 53        | 16      |
| 2011 | 70        | k. A.   |